# فرانك جيورجي
فرانك جيورجي (بالإنجليزية: Frank Giorgi؛ بالإيطالية: Frank Giorgi) هو ملاكم كيك بوكسينغ ونحات الحجارة إيطالي وأسترالي، ولد في 22 سبتمبر 1981 في أديلايد في أستراليا.